# Benoibates marginatus
Benoibates marginatus är en kvalsterart som först beskrevs av Hammer 1973.  Benoibates marginatus ingår i släktet Benoibates och familjen Oripodidae. Inga underarter finns listade.